# María Antonieta Guillén Vásquez
María Antonieta Guillén Vásquez o María Antonieta de Bográn (13 de julio de 1955) es una política hondureña. fue la novena vicepresidente constitucional de la república de Honduras y la primera mujer en ostentar el cargo, en la historia del país centroamericano.

## Vida política
María Guillén Vásquez, licenciada en Administración de Empresas, es miembro activa del Partido Nacional de Honduras y en el año 2009, fue propuesta como vicepresidenta o designada presidencial en la fórmula del candidato oficial por ese partido el señor Porfirio Lobo, quien en las elecciones generales fue elegido presidente constitucional con un 55% de votos a su favor.
Anteriormente, Guillén Vásquez fungía como Directora de Turismo de Honduras, en el periodo de 1990 hasta 1994, de la administración del presidente Licenciado Rafael Leonardo Callejas, en 27 de enero de 2014, fueron juramentados los nuevos designados presidenciales, Rosana Guevara, Ricardo Álvarez Arias y Lorena Herrera, que junto con el presidente Juan Orlando Hernández, administraran la república de Honduras, en el periodo 2014 a 2018.